# Mabel Howard
Pour les articles homonymes, voir Howard.
Mabel Howard, née le 18 avril 1894 à Bowden (Australie-Méridionale) et décédée le 23 juin 1972 à Christchurch (Nouvelle-Zélande), est une femme politique néo-zélandaise membre du Parti travailliste.
Plusieurs fois élue à la Chambre des représentants, elle a été la première femme membre d'un gouvernement néo-zélandais, en tant que ministre de la Santé, entre 1947 et 1949. Elle est particulièrement connue pour avoir exhibé en 1954 deux grandes culottes au parlement pour défendre sa campagne de standardisation des tailles des vêtements.

## Biographie
Mabel Howard est née en Australie, à Bowden, près d'Adelaide, le 18 avril 1894. Après la mort de sa mère Harriett Garard Goring en 1903, son père Ted Howard (en) s'installe avec ses filles en Nouvelle-Zélande.
Elle adhère au Parti socialiste de Christchurch alors qu'elle étudie encore au Christchurch Technical Institute. En 1911, elle devient assistante pour l'Union générale des travailleurs de la région de Canterbury. En 1933, à 39 ans, elle devient la première femme secrétaire générale d'un syndicat majoritairement masculin en Nouvelle-Zélande.

### Carrière politique
Entre 1933 et 1968, Mabel Howard est membre du conseil municipal de Christchurch (en), siégeant au total 19 ans, pendant plusieurs mandatures : 1933–1935, 1938–1941, 1950–1959 et 1963–1968. Elle est aussi membre du bureau des égouts de Howard Christchurch et du conseil d'administration de l'hôpital de North Canterbury.

#### Députée

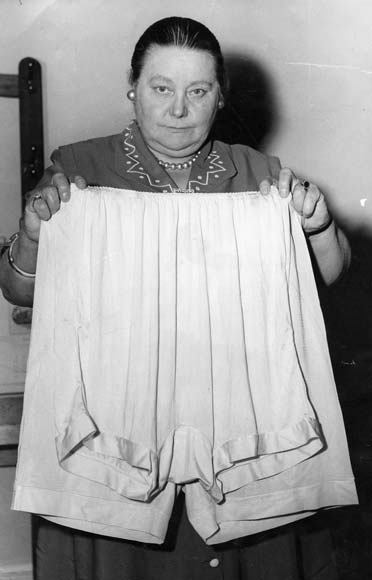
Mabel Howard en 1954.

Son père Ted Howard (en) a été membre du Parlement de Nouvelle-Zélande pour la circonscription de Christchurch South (en) de 1919 à sa mort en 1939. Mabel Howard espérait être choisie comme candidate pour lui succéder à l'élection partielle de 1939, mais malgré ses soutiens locaux, le Parti travailliste néo-zélandais lui préfère le maire de Christchurch Robert Macfarlane.
En 1943, elle est élue députée de la circonscription de Christchurch East (en) lors d'un scrutin partiel, devenant ainsi la cinquième femme à entrer au Parlement de Nouvelle-Zélande.
Réélue en septembre 1943, Mabel Howard devient en 1946 la première représentante de la circonscription de Sydenham (en) qui venait d'être recréé, avec 75,2 % des voix. Elle avait fait campagne pour « les femmes, les personnes âgées, les malades et les malheureux » (5 septembre 1944). Au Parlement, elle est une représentante « franche » pour ses électeurs, déclarant : « Je me tiens ici et je dis ce que je crois vraiment » (septembre 1961). Harry Atmore (en), représentant indépendant de la circonscription de Nelson (en), déclare à son sujet : « C'est une véritable avocate pour les femmes de ce pays et avec son expérience — bien plus étendue que celle qu'ont d'habitude les femmes de son âge — elle peut parler avec autorité ».
Le 22 septembre 1954, elle brandit devant un Parlement stupéfait deux paires de bloomers toutes deux étiquetées OS, pour démontrer qu'il n'y avait pas de vraie standardisation des tailles : les deux culottes étaient clairement de tailles différentes. Malgré l'opposition des fabricants de vêtements, elle est soutenue par beaucoup de parlementaires, y compris du Parti national, et une standardisation est votée,. Une autre fois, elle a jeté une pierre sur le plancher du Parlement pour montrer ce que les acheteurs de charbon en sac pouvaient s'attendre à trouver.

#### Ministre
Mabel Howard est nommée ministre quatre ans après son entrée au parlement : en 1947, elle devient ministre de la Santé et de la Protection de l'enfance (en). Elle est ainsi la première femme ministre du Commonwealth hors de Grande-Bretagne.

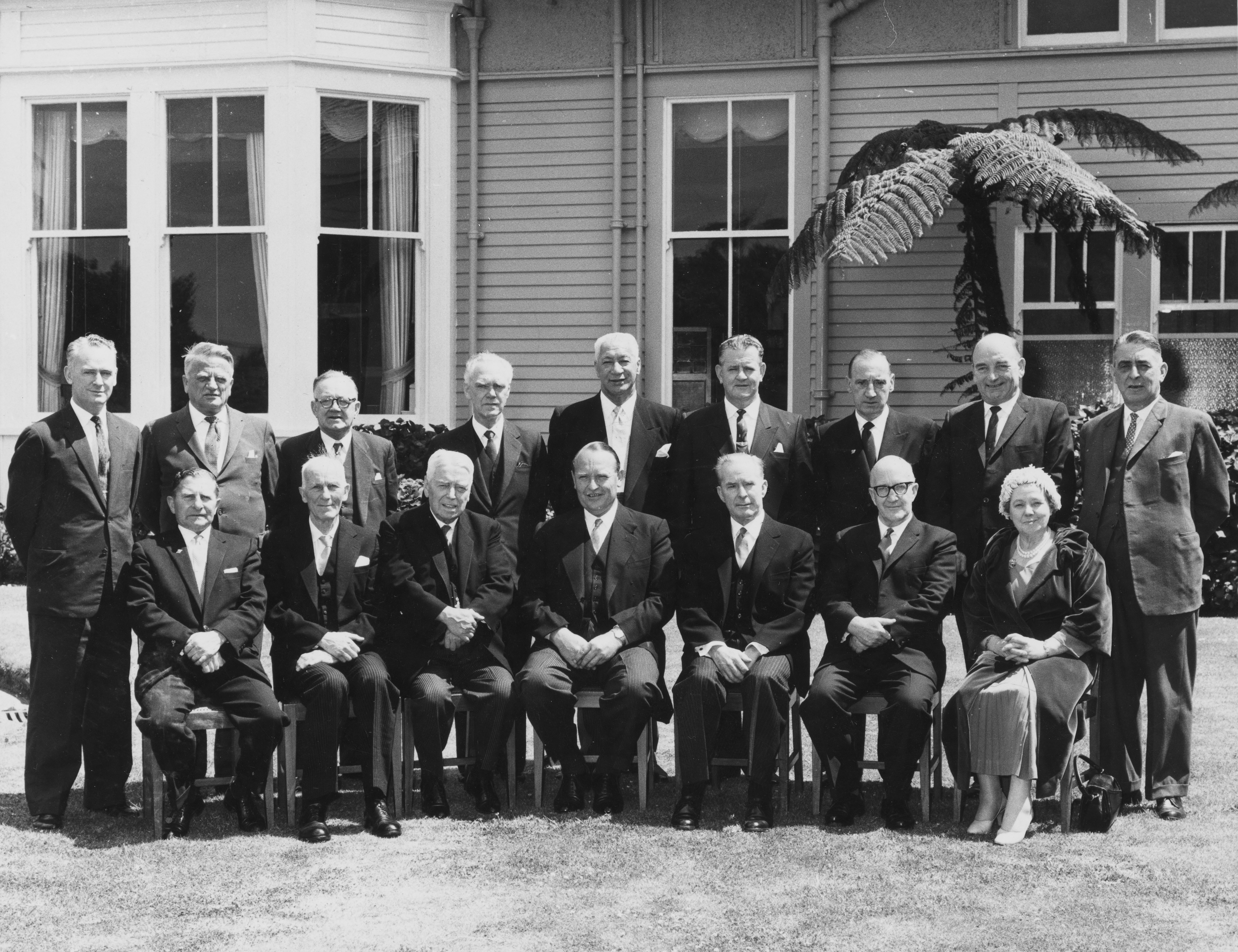
Les membres travaillistes du parlement en 1960. Mabel Howard est l'unique femme de la photo.

Lorsque le Parti travailliste revient au pouvoir en 1957, Mabel Howard devient ministre de la Sécurité sociale et de la Protection de l'enfance, puis ministre des Femmes et de l'Enfance. Elle déclare qu'elle « travaillait comme une esclave » et on lui attribue la déclaration suivante :

« Je ne suis pas entrée en politique par hasard — la politique était toute ma vie. Je suppose que c'est parce que j'étais plus masculine que beaucoup de femmes ; c'est pour cela que je ne me suis jamais mariée. »

### Activités associatives
Mabel Howard est bénévole pour de nombreuses organisations, notamment pour Ambulance Saint-Jean et la Société royale néo-zélandaise de prévention de la cruauté envers les animaux (en) (RNZSPCA).

### Dernières années
Au moment de l'élection de 1966, Mabel Howard est clairement malade. Mel Courtney (en), membre de son comité de campagne et futur député pour la circonscription de Nelson (en) (1976–1981), veille à ce qu'elle soit assistée pour ses apparitions publiques. Lui qu'elle avait aidé quand sa famille était dans le besoin est maintenant celui qui lui porte assistance. Mabel Howard quitte la politique à l'élection de 1969. Le Parti travailliste avait en effet édicté un âge de retraite obligatoire, qui s'est appliqué à Mabel Howard, déjà fatiguée.
Une fois à la retraite, elle devient de plus en plus isolée et paranoïaque, outre les signes de démence et la pneumonie dont elle avait déjà souffert au Parlement. Elle est finalement internée par décision de justice au Sunnyside Hospital de Christchurch, où elle meurt le 23 juin 1972. Elle est enterrée auprès de son père au Bromley Cemetery (en) de Christchurch.